# Robert Kobliashvili
Robert Kobliashvili (en géorgien : რობერტ კობლიაშვილი, né le 6 décembre 1993 à Norio, municipalité de Gardabani) est un lutteur géorgien, spécialiste de lutte gréco-romaine.
Il remporte la médaille d'argent en moins de 85 kg lors des Championnats d'Europe 2016, la médaille de bronze en moins de 85 kg lors des Championnats du monde 2017, la médaille d'or en moins de 87 kg lors des Championnats d'Europe 2018, la médaille de bronze en moins de 87 kg lors des Championnats du monde 2018 et la médaille de bronze en moins de 85 kg lors des Championnats d'Europe 2022.